# مورچه‌گیرک کنارسفید جنوبی
مورچه‌گیرک کنارسفید جنوبی (نام علمی: Formicivora grisea) نام یک گونه از سرده مورچه‌اوبارها است.